# Liste der Baudenkmäler in Blaichach

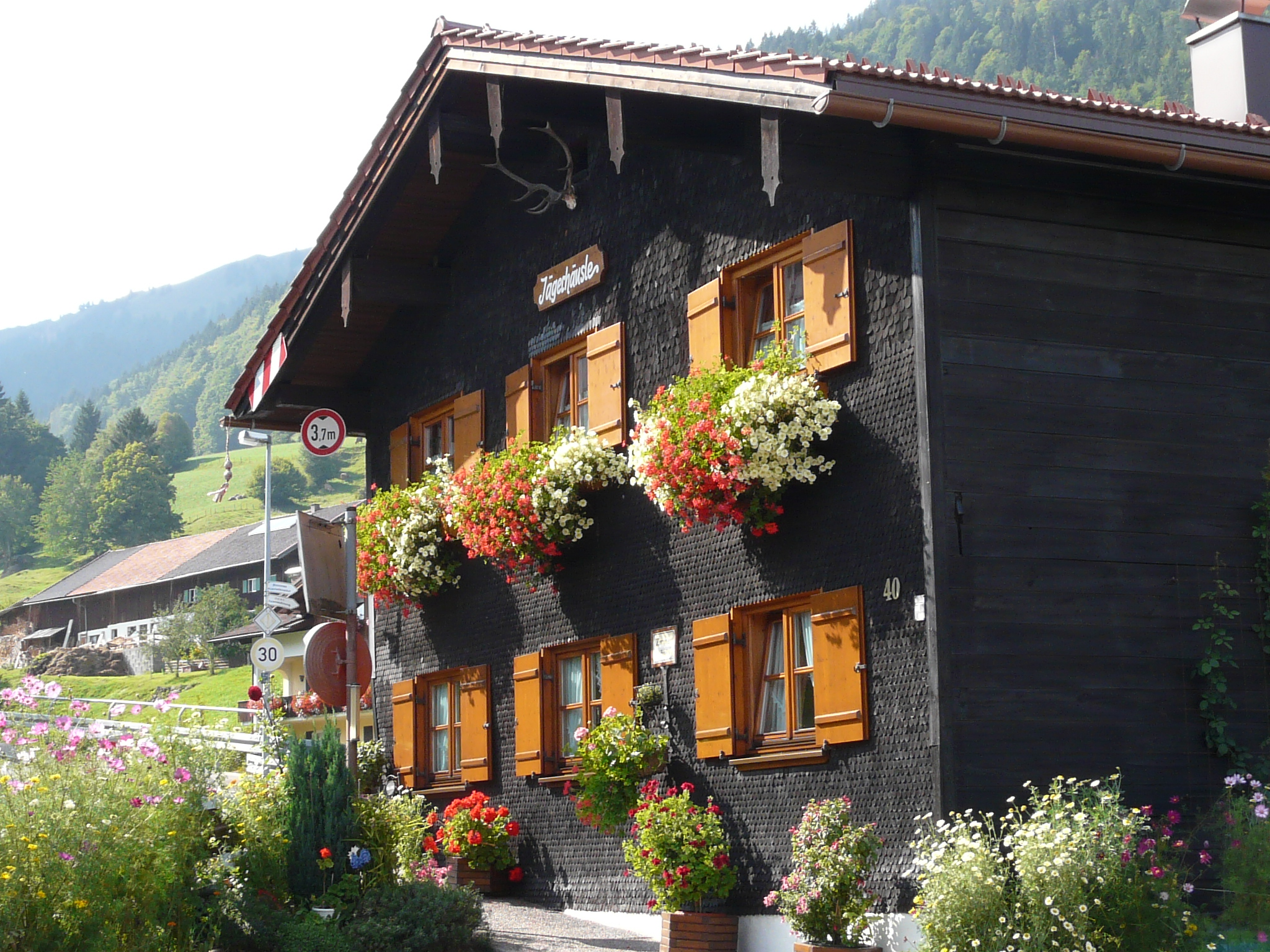
Allgäuer Bauernhaus im Gunzesrieder Tal, Gemeinde Blaichach

Auf dieser Seite sind die Baudenkmäler in der schwäbischen Gemeinde Blaichach zusammengestellt. Diese Tabelle ist eine Teilliste der Liste der Baudenkmäler in Bayern. Grundlage ist die Bayerische Denkmalliste, die auf Basis des Bayerischen Denkmalschutzgesetzes vom 1. Oktober 1973 erstmals erstellt wurde und seither durch das Bayerische Landesamt für Denkmalpflege geführt wird. Die folgenden Angaben ersetzen nicht die rechtsverbindliche Auskunft der Denkmalschutzbehörde.

## Baudenkmäler nach Ortsteilen

### Blaichach
| Lage                             | Objekt                             | Beschreibung | Akten-Nr.              | Bild                   |
| -------------------------------- | ---------------------------------- | --- | ---------------------- | ---------------------- |
| Kirchplatz 2 (Standort)          | Katholische Pfarrkirche St. Martin | Katholische Pfarrkirche St. Martin, neuromanischer Saalbau mit eingezogenem Chor und nördlichem Turm mit Spitzhelm, von Hugo von Höfl, 1903/04; mit Ausstattung, prächtiger Altarschrein. | D-7-80-115-2 Wikidata  | weitere Bilder         |
| Kirchplatz 4 (Standort)          | Ehemalige Leichenhalle             | Ehemalige Leichenhalle, jetzt Kriegergedächtnisstätte, erdgeschossiger Walmdachbau mit giebelförmigen Dachgauben und rundbogigen Arkaden, um 1925.                                        | D-7-80-115-47 Wikidata | Ehemalige Leichenhalle |
| Sonthofener Straße 56 (Standort) | Ehemalige Villa Gradner            | Ehemalige Villa Gradner, eingeschossiger, verschindelter Bau mit Mansardhalbwalmdach und rückwärtigem Wirtschaftsflügel, nach Entwurf von Theodor Fischer, 1921–22.                       | D-7-80-115-48 Wikidata | weitere Bilder         |

### Altmummen
| Lage                    | Objekt                          | Beschreibung | Akten-Nr.    | Bild                            |
| ----------------------- | ------------------------------- | --- | ------------ | ------------------------------- |
| Altmummen 11 (Standort) | Katholische Kapelle St. Florian | Katholische Kapelle St. Florian, Rechteckbau mit dreiseitigem Schluss und Dachreiter, 2. Hälfte 18. Jahrhundert; mit Ausstattung, prächtiger Altarschrein. | D-7-80-115-4 | Katholische Kapelle St. Florian |

### Ettensberg
| Lage                                                                                               | Objekt                           | Beschreibung                                                                                             | Akten-Nr.             | Bild           |
| -------------------------------------------------------------------------------------------------- | -------------------------------- | --- | --------------------- | -------------- |
| Am Reuteweg, am Weg nach Gunzesried. (Standort)                                                    | Katholische Kapelle St. Wendelin | Katholische Kapelle St. Wendelin, kleiner Rechteckbau mit Satteldach, 17. Jahrhundert.                   | D-7-80-115-5          | BW             |
| Ettensberg, beim Hof Schmiedeler. (Standort)                                                       | Lourdeskapelle                   | Lourdeskapelle, neugotischer Rechteckbau mit dreiseitigem Schluss und Dachreiter, 1889; mit Ausstattung. | D-7-80-115-6          | BW             |
| Schwarzenbacher Holz, 500 m südwestlich der Pfarrkirche Blaichach auf einem Bergrücken. (Standort) | Ruine Ettensberg                 | Ruine Ettensberg, Reste einer um 1400 erbauten Anlage, Unterbau des Bergfrieds und zwei Mauergevierte.   | D-7-80-115-8 Wikidata | weitere Bilder |

### Falkenalpe
| Lage                                | Objekt      | Beschreibung                                                                                          | Akten-Nr.              | Bild        |
| ----------------------------------- | ----------- | --- | ---------------------- | ----------- |
| Falkenalpe, 1160 m Höhe. (Standort) | Falken Alpe | Falken Alpe, erdgeschossiger, offener Blockbau mit Satteldach, 19. Jahrhundert; Südseite des Stuiben. | D-7-80-115-27 Wikidata | Falken Alpe |

### Gunzesried
| Lage                                 | Objekt                           | Beschreibung | Akten-Nr.              | Bild                        |
| ------------------------------------ | -------------------------------- | --- | ---------------------- | --------------------------- |
| Am Hasenacker 11 (Standort)          | Wohnteil eines Bauernhauses      | Wohnteil eines Bauernhauses, zweigeschossiger, offener Blockbau mit erneuertem Satteldach, Anfang 19. Jahrhundert.                                                     | D-7-80-115-18 Wikidata | Wohnteil eines Bauernhauses |
| Am Kappelbichl 6 (Standort)          | Bauernhaus                       | Bauernhaus, zweigeschossiger offener Blockbau mit flachem Satteldach und profilierten Balkenköpfen, Mittertenne, Wirtschaftsteil verändert, 2. Hälfte 18. Jahrhundert. | D-7-80-115-10 Wikidata | Bauernhaus                  |
| Am Knie, ca. 1040 m Höhe. (Standort) | Knie Alpe                        | Knie Alpe, erdgeschossiger, teils verschindelter Blockbau mit Satteldach, im Kern um 1852; südwestlich der Gunzesrieder Säge.                                          | D-7-80-115-29 Wikidata | BW                          |
| An der Hohen Brücke 5 (Standort)     | Ehemaliges Kleinbauernhaus       | Ehemaliges Kleinbauernhaus, zweigeschossiger teils verputzter, teils verschindelterer Blockbau mit Klebdach, Anfang 19. Jahrhundert, später durch Anbauten erweitert.  | D-7-80-115-13 Wikidata | BW                          |
| Autalweg 12, im Autal. (Standort)    | Vorsäß III                       | Vorsäß III, erdgeschossiger, teils verschindelter Blockbau mit Satteldach, im Kern Mitte 19. Jahrhundert, Veränderungen im 20. Jahrhundert.                            | D-7-80-115-40 Wikidata | Vorsäß III                  |
| Moosackerweg 30 (Standort)           | Ehemaliges Bauernhaus            | Ehemaliges Bauernhaus, zweigeschossiger offener Blockbau mit Satteldach, nach 1807.                                                                                    | D-7-80-115-17 Wikidata | Ehemaliges Bauernhaus       |
| Talstraße 31 (Standort)              | Katholische Kapelle St. Nikolaus | Katholische Kapelle St. Nikolaus, stattlicher Rechteckbau mit dreiseitigem Schluss und Dachreiter mit Zwiebelhaube, um 1610, 1878 und 1910 verändert; mit Ausstattung. | D-7-80-115-9 Wikidata  | weitere Bilder              |
| Talstraße 40 (Standort)              | Ehemaliges Jägerhaus             | Ehemaliges Jägerhaus, zweigeschossiger verschindelter Blockbau mit flachem Satteldach, 1. Hälfte 19. Jahrhundert.                                                      | D-7-80-115-19 Wikidata | Ehemaliges Jägerhaus        |
| Talstraße 65 (Standort)              | Ehemaliges Kleinbauernhaus       | Ehemaliges Kleinbauernhaus, zweigeschossiger verschindelter Blockbau mi flachem Satteldach, Wirtschaftsteil verändert, 2. Viertel 19. Jahrhundert.                     | D-7-80-115-12 Wikidata | Ehemaliges Kleinbauernhaus  |
| Talstraße 82 (Standort)              | Wohnteil eines Bauernhauses      | Wohnteil eines Bauernhauses, zweigeschossiger offener Blockbau mit flachem Satteldach, Wirtschaftsteil erneuert, 2. Hälfte 18. Jahrhundert.                            | D-7-80-115-14 Wikidata | Wohnteil eines Bauernhauses |
| Talstraße 88 (Standort)              | Ehemaliges Kleinbauernhaus       | Ehemaliges Kleinbauernhaus, zweigeschossiger offener Blockbau mit flachem Satteldach, und Hochtenne, 2. Hälfte 18. Jahrhundert.                                        | D-7-80-115-11 Wikidata | Ehemaliges Kleinbauernhaus  |

### Gunzesried-Säge
| Lage                                                                   | Objekt    | Beschreibung                                            | Akten-Nr.              | Bild      |
| ---------------------------------------------------------------------- | --------- | ------------------------------------------------------- | ---------------------- | --------- |
| Am Heubet; Autalweg 5, 500 m westlich der Gunzesrieder Säge (Standort) | Bildstock | Bildstock, mit Rundbogennische, Anfang 19. Jahrhundert. | D-7-80-115-21 Wikidata | Bildstock |

### Hintere Wieslealpe
| Lage                                                                         | Objekt              | Beschreibung | Akten-Nr.              | Bild |
| ---------------------------------------------------------------------------- | ------------------- | --- | ---------------------- | ---- |
| Hinterwieslealpe, westlich der Vorderen Wiesle Alpe, 1220 m Höhe. (Standort) | Hintere Wiesle Alpe | Hintere Wiesle Alpe, erdgeschossiger, teils verschindelter Blockbau mit Satteldach, 3. Viertel 19. Jahrhundert. | D-7-80-115-43 Wikidata | BW   |

### Hirschgundalpe
| Lage                                                     | Objekt          | Beschreibung | Akten-Nr.              | Bild            |
| -------------------------------------------------------- | --------------- | --- | ---------------------- | --------------- |
| Hirschgundalpe, Nordhang am Ende des Autales. (Standort) | Hirschgund Alpe | Hirschgund Alpe, erdgeschossiger, verbretterter Blockbau mit flachem Satteldach, Mitte 19. Jahrhundert, später erweitert. | D-7-80-115-28 Wikidata | Hirschgund Alpe |

### Mitteralpe
| Lage                                            | Objekt       | Beschreibung | Akten-Nr.              | Bild         |
| ----------------------------------------------- | ------------ | --- | ---------------------- | ------------ |
| Mitteralpe, westlich vom Alpentobel. (Standort) | Mittler Älpe | Mittler Älpe, erdgeschossiger verschindelter Blockbau mit Satteldach, 3. Drittel 19. Jahrhundert, Erweiterung Ende 19. Jahrhundert/Anfang 20. Jahrhundert. | D-7-80-115-23 Wikidata | Mittler Älpe |

### Oberalpe
| Lage                                         | Objekt    | Beschreibung                                                                                  | Akten-Nr.              | Bild      |
| -------------------------------------------- | --------- | --------------------------------------------------------------------------------------------- | ---------------------- | --------- |
| Oberalpe, südlich vom Alpentobel. (Standort) | Ober Älpe | Ober Älpe, erdgeschossiger, verbretterter Blockbau mit Satteldach, um 1900, später verändert. | D-7-80-115-22 Wikidata | Ober Älpe |

### Obere Wilhelminealpe
| Lage                                                       | Objekt                | Beschreibung | Akten-Nr.             | Bild |
| ---------------------------------------------------------- | --------------------- | --- | --------------------- | ---- |
| Wilhelminealpe, nordostwärts von Balderschwang. (Standort) | Obere Wilhelmine Alpe | Obere Wilhelmine Alpe, erdgeschossiger, verschindelter Blockbau mit Satteldach über gemauertem Sockel, rückwärtig erhöhter, späterer Anbau, im Kern Mitte 19. Jahrhundert, später verändert. | D-7-80-115-1 Wikidata | BW   |

### Ornachalpe
| Lage                                                   | Objekt      | Beschreibung | Akten-Nr.              | Bild        |
| ------------------------------------------------------ | ----------- | --- | ---------------------- | ----------- |
| Säge 38, Südseite des Stuiben, 1196 m Höhe. (Standort) | Ornach Alpe | Ornach Alpe, erdgeschossiger, verschindelter Blockbau mit Satteldach, im Kern um 1800, Veränderungen nach 1900 und 1950. | D-7-80-115-31 Wikidata | Ornach Alpe |

### Ostertalalpe
| Lage                                                  | Objekt        | Beschreibung                                                                                   | Akten-Nr.              | Bild          |
| ----------------------------------------------------- | ------------- | ---------------------------------------------------------------------------------------------- | ---------------------- | ------------- |
| Ostertalalpe, Südwestseite des Ostertales. (Standort) | Ostertal Alpe | Ostertal Alpe, erdgeschossiger, teils verschindelter Blockbau mit Satteldach, bezeichnet 1881. | D-7-80-115-32 Wikidata | Ostertal Alpe |

### Rappengschwendalpe
| Lage                                          | Objekt                        | Beschreibung | Akten-Nr.              | Bild                          |
| --------------------------------------------- | ----------------------------- | --- | ---------------------- | ----------------------------- |
| Stubenbachalpen, am Schwarzenberg. (Standort) | Untere Rappengschwend II Alpe | Untere Rappengschwend II Alpe, erdgeschossiger, verschindelter Blockbau mit Satteldach, um 1860, später erweitert.                        | D-7-80-115-34 Wikidata | Untere Rappengschwend II Alpe |
| Stubenbachalpen, am Schwarzenberg. (Standort) | Obere Rappengschwend II Alpe  | Obere Rappengschwend II Alpe, erdgeschossiger verschindelter Blockbau mit Satteldach, im Kern Mitte 19. Jahrhundert, Erweiterung um 1900. | D-7-80-115-33 Wikidata | Obere Rappengschwend II Alpe  |

### Reute
| Lage               | Objekt     | Beschreibung | Akten-Nr.              | Bild |
| ------------------ | ---------- | --- | ---------------------- | ---- |
| Reute 2 (Standort) | Bauernhaus | Bauernhaus, zweigeschossiger verschindelter und giebelseitig verbretterter Blockbau mit flachem Satteldach und Mittertenne, 18. Jahrhundert. | D-7-80-115-44 Wikidata | BW   |

### Schwandalpe
| Lage                                                | Objekt       | Beschreibung | Akten-Nr.              | Bild         |
| --------------------------------------------------- | ------------ | --- | ---------------------- | ------------ |
| Ostertalweg 8, Westseite des Ostertales. (Standort) | Schwand Alpe | Schwand Alpe, sogenannte Leimgruben Alpe, zweigeschossiger, verschindelter bzw. verbretterter Blockbau mit Satteldach, 1830, später verändert. | D-7-80-115-30 Wikidata | Schwand Alpe |

### Schwanden
| Lage                   | Objekt                                      | Beschreibung                                                                                              | Akten-Nr.     | Bild                                        |
| ---------------------- | ------------------------------------------- | --- | ------------- | ------------------------------------------- |
| Schwanden 2 (Standort) | Katholische Kapelle zu den Hl. Drei Königen | Katholische Kapelle zu den Hl. Drei Königen, Rechteckbau mit dreiseitigem Schluss, 1823; mit Ausstattung. | D-7-80-115-45 | Katholische Kapelle zu den Hl. Drei Königen |

### Schwarzenbergalpe
| Lage                                                                   | Objekt             | Beschreibung | Akten-Nr.              | Bild               |
| ---------------------------------------------------------------------- | ------------------ | --- | ---------------------- | ------------------ |
| Schwarzenbergalpe, am Fuß des Schwarzenberges, 1124 m Höhe. (Standort) | Schwarzenberg Alpe | Schwarzenberg Alpe, erdgeschossiger, teils verschindelter bzw. verbretterter Blockbau mit Satteldach, bezeichnet 1894. | D-7-80-115-35 Wikidata | Schwarzenberg Alpe |

### Seifriedsberg
| Lage                       | Objekt                         | Beschreibung                                                               | Akten-Nr.              | Bild           |
| -------------------------- | ------------------------------ | -------------------------------------------------------------------------- | ---------------------- | -------------- |
| Seifriedsberg 1 (Standort) | Historische Ausstattungsstücke | Historische Ausstattungsstücke; in der katholischen Pfarrkirche St. Georg. | D-7-80-115-46 Wikidata | weitere Bilder |

### Stubenbachalpe
| Lage                                                     | Objekt            | Beschreibung | Akten-Nr.              | Bild              |
| -------------------------------------------------------- | ----------------- | --- | ---------------------- | ----------------- |
| Stubenbachalpen, Südhang des Schwarzenberges. (Standort) | Stubenbach I Alpe | Stubenbach I Alpe, erdgeschossiger verschindelter Blockbau mit Satteldach, Mitte 19. Jahrhundert, später verändert. | D-7-80-115-37 Wikidata | Stubenbach I Alpe |

### Unteralpe
| Lage                                           | Objekt     | Beschreibung | Akten-Nr.              | Bild       |
| ---------------------------------------------- | ---------- | --- | ---------------------- | ---------- |
| Unteralpe, westlich vom Alpentobel. (Standort) | Unter Älpe | Unter Älpe, erdgeschossiger, verschindelter Blockbau mit Flachsatteldach und gemauertem Stallbereich, 3. Drittel 19. Jahrhundert. | D-7-80-115-24 Wikidata | Unter Älpe |

### Unterkirchealpe
| Lage                                                                 | Objekt           | Beschreibung                                                                                           | Akten-Nr.              | Bild             |
| -------------------------------------------------------------------- | ---------------- | --- | ---------------------- | ---------------- |
| Unter der Kirche, Südseite des Steineberges, 1359 m Höhe. (Standort) | Unterkirche Alpe | Unterkirche Alpe, erdgeschossiger, verschindelter Blockbau mit Satteldach, 2. Drittel 19. Jahrhundert. | D-7-80-115-38 Wikidata | Unterkirche Alpe |

### Vordere Aualpe
| Lage                                         | Objekt          | Beschreibung | Akten-Nr.              | Bild            |
| -------------------------------------------- | --------------- | --- | ---------------------- | --------------- |
| Autalweg 16, am Ende des Autales. (Standort) | Vordere Au Alpe | Vordere Au Alpe, erdgeschossiger, verschindelter Blockbau mit Satteldach, im Kern Mitte 19. Jahrhundert, später erweitert. | D-7-80-115-26 Wikidata | Vordere Au Alpe |

### Vordere Wieslealpe
| Lage                                                            | Objekt              | Beschreibung | Akten-Nr.              | Bild |
| --------------------------------------------------------------- | ------------------- | --- | ---------------------- | ---- |
| Vordere Wieslealpe, südwestlich des Sederer Stuiben. (Standort) | Vordere Wiesle Alpe | Vordere Wiesle Alpe, erdgeschossiger, teils verschindelter Blockbau mit Satteldach, im Kern um 1800, Erweiterung 2. Hälfte 19. Jahrhundert. | D-7-80-115-42 Wikidata | BW   |

### Vorsäß
| Lage                             | Objekt   | Beschreibung                                                                            | Akten-Nr.              | Bild     |
| -------------------------------- | -------- | --------------------------------------------------------------------------------------- | ---------------------- | -------- |
| Autalweg 7, im Autal. (Standort) | Vorsäß I | Vorsäß I, erdgeschossiger, offener Block- und Ständerriegelbau mit Satteldach, um 1800. | D-7-80-115-39 Wikidata | Vorsäß I |

### Wiesach
| Lage                                            | Objekt       | Beschreibung | Akten-Nr.              | Bild         |
| ----------------------------------------------- | ------------ | --- | ---------------------- | ------------ |
| Wiesachweg 16, Südseite des Stuiben. (Standort) | Wiesach Alpe | Wiesach Alpe, erdgeschossiger verschindelter Blockbau mit Flachsatteldach, im Kern 3. Viertel 19. Jahrhundert, später verändert.                                                    | D-7-80-115-41 Wikidata | Wiesach Alpe |
| Wiesachweg 18 (Standort)                        | Jagdhaus     | Jagdhaus, zweigeschossiger verschindelter Flachsatteldachbau auf hohem Natursteinsockel mit traufseitigem rundem Turm mit Zeltdach und erdgeschossigem Anbau mit Terrasse, um 1910. | D-7-80-115-50 Wikidata | Jagdhaus     |